# Ojos Negros (canción)
«Ojos negros» (en ruso: Очи чёрные, romanización Ochi chórniye, pronunciación  /ˈɔt͡ʃi ˈt͡ɕɵrnɨje/) es una canción rusa, del género de la romanza. Su letra fue escrita por el poeta y escritor ucraniano Yevhen Pavlovich Hrebinka (en ucraniano: Євген Павлович Гребінка) (1812-1848). El poema fue publicado por primera vez en el periódico ruso Literatúrnaya Gazeta el 17 de enero de 1843. La música proviene de un vals del alemán Florian Hermann, con arreglos de S. Gerdel, y su primera publicación conocida como romanza (con letra y música) fue el 7 de marzo de 1884. Fiódor Chaliapin añadió algunas estrofas a la canción original y popularizó la nueva versión durante una gira por el extranjero. Existen numerosas versiones de la canción, como las interpretadas por Vladímir Vysotski, Django Reinhardt o Mireille Mathieu.

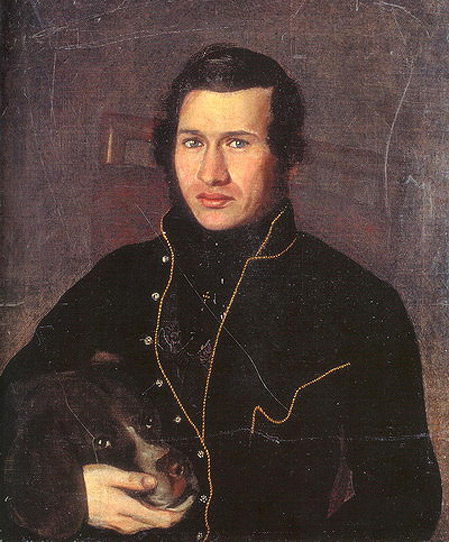
Yevhen Hrebinka por Apollón Mokritski. 1840

La canción también ha sido relacionada como autoría del gran compositor cubano Sindo Garay (1867-1968).  Al parecer, la música fue escuchada por una compañía de ópera rusa. En propias palabras de este:

"Yo hice esa canción hace muchos años...porque ella me pidió que le hiciera una canción. Ojos negros que fascinan, porque ella tenía unos ojazos expresivos. Simpática mujer, tenía una figura muy linda… Era muy simpática de verdad y aquellos ojos. Entonces yo le hice el bolero Ojos negros que fascinan" .

## Poema (versión original de Hrebinka)
Ruso:

Очи чёрные, очи страстные,

Очи жгучие и прекрасные!

Как люблю я вас, как боюсь я вас!

Знать, увидел вас я в недобрый час!

Ох, недаром вы глубины темней!

Вижу траур в вас по душе моей,

Вижу пламя в вас я победное:

Сожжено на нём сердце бедное.

Но не грустен я, не печален я,

Утешительна мне судьба моя:

Bсё, что лучшего в жизни Бог дал нам,

В жертву отдал я огневым глазам!
Transliteración:

Ochi chornyye, ochi strastnyye,

Ochi zhguchiye i prekrasnyye!

Kak lyublyu ya vas, kak boyus' ya vas!

Znat', uvidel vas ya v nedobryy chas!

Okh, nedarom vy glubiny temney!

Vizhu traur v vas po dushe moyey,

Vizhu plamya v vas ya pobednoye:

Sozhzheno na nom serdtse bednoye.

No ne grusten ya, ne pechalen ya,

Uteshitel'na mne sud'ba moya:

Bso, chto luchshego v zhizni Bog dal nam,

V zhertvu otdal ya ognevym glazam!
Traducción:

Ojos negros, ojos apasionados

Ojos ardientes, hermosos

Cómo os quiero, cómo os temo

Tal vez os conocí en un momento maldito

Oh, por algo sois más oscuros que lo profundo del mar

Veo en vosotros el duelo por mi alma

Veo en vosotros una llama de victoria

Consumido en ella, un pobre corazón

Pero no estoy triste, no estoy triste

Encuentro consuelo en mi destino:

Todo, lo mejor que en la vida Dios nos ha dado

Os lo sacrifico, ojos de fuego